# Strobnitz (Fluss)
Die Strobnitz (tschechisch Stropnice) ist ein rechter Zufluss der Maltsch (Malše) in Österreich und Tschechien.
Sie entspringt im Freiwald am Südhang der Vysoká (Hochwald, 1034 m) in 780 m ü. M. auf dem Herzfeld bei Lauterbach nahe der Grenze zu Tschechien. Sie fließt nach Nordosten und nach einem reichlichen Kilometer auf tschechisches Gebiet. Dort liegen an ihrem Lauf die Orte Šejby (Scheiben), Dlouhá Stropnice (Langstrobnitz), Horní Stropnice (Strobnitz) und Humenice (Maierhof), wo der Fluss in der Talsperre Humenice angestaut wird. Dort verlässt sie das Gratzener Bergland und bildet ein breites Tal mit zahlreichen Teichen.
Nächste Orte am Fluss sind Údolí (Niederthal), Nové Hrady (Gratzen), Štiptoň (Winau), Byňov (Böhmdorf) und Jakule, wo sich der Fluss nach Nordwesten wendet.  Über Petříkov (Petersin), vorbei an Třebeč (Triebsch), Dvorec (Wurzen), Borovany (Forbes), Ostrolovský Újezd, Veselka, Jedovary, Řevňovice, Komařice und Pašinovice schlängelt sich die Stropnice durch eine Hügellandschaft nach Westen, bis sie nach 54 km bei Dolní Stropnice (Stropnitz) in 410 m ü. M. in die Maltsch mündet. Ihr Einzugsgebiet beträgt 400,4 km².
Die 1869 erbaute Kaiser Franz Josephs-Bahn von Pilsen nach Wien wurde zwischen Borovany und Jakule im Tal der Strobnitz angelegt. Bis 1948 bildete der Fluss im tschechischen Teil die Grenze zwischen dem Okres České Budějovice und dem Okres Třeboň.

## Zuflüsse
- Pasecký potok (l), in Dlouhá Stropnice
- Bedřichovský potok (l), in Horní Stropnice
- Novohradský potok (Gratzenbach) (r), bei Nové Hrady
- Vyšenský potok (r) in Jakule
- Žárský potok (l) bei Lhotka
- Trocnovský potok (r) bei Ostrolovský Újezd
- Svinenský potok (l) bei Komařice
- Pašinovský potok (l) bei Pašinovice